# Lexicon Universale
Il Lexicon Universale, redatto da Johann Jacob Hofmann di Basilea (1635-1706), è una delle ultime enciclopedie umanistiche. La prima edizione fu pubblicata nel 1677 a Ginevra in due volumi in-folio. L'edizione definitiva, in quattro volumi di mille pagine ciascuno, apparve nel 1698.